# Psammastacus confluens
Psammastacus confluens är en kräftdjursart som beskrevs av Nicholls 1935. Enligt Catalogue of Life ingår Psammastacus confluens i släktet Psammastacus och familjen Cylindropsyllidae, men enligt Dyntaxa är tillhörigheten istället släktet Psammastacus och familjen Leptastacidae. Arten är reproducerande i Sverige. Inga underarter finns listade i Catalogue of Life.